# Brut y Tywysogion

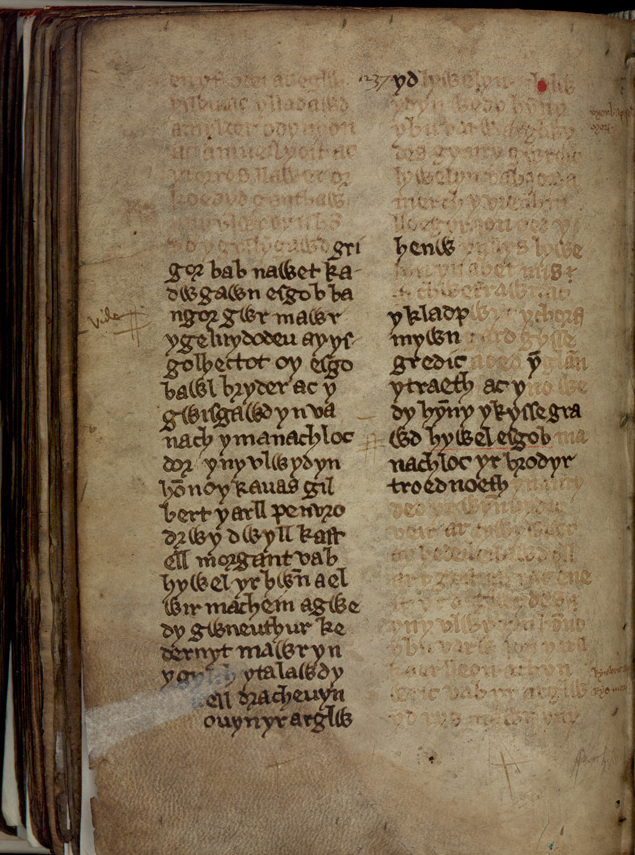
Pagina (folio 260v.) del Brut y Tywysogion, dal Penarth Ms. 20 (ca. 1330)

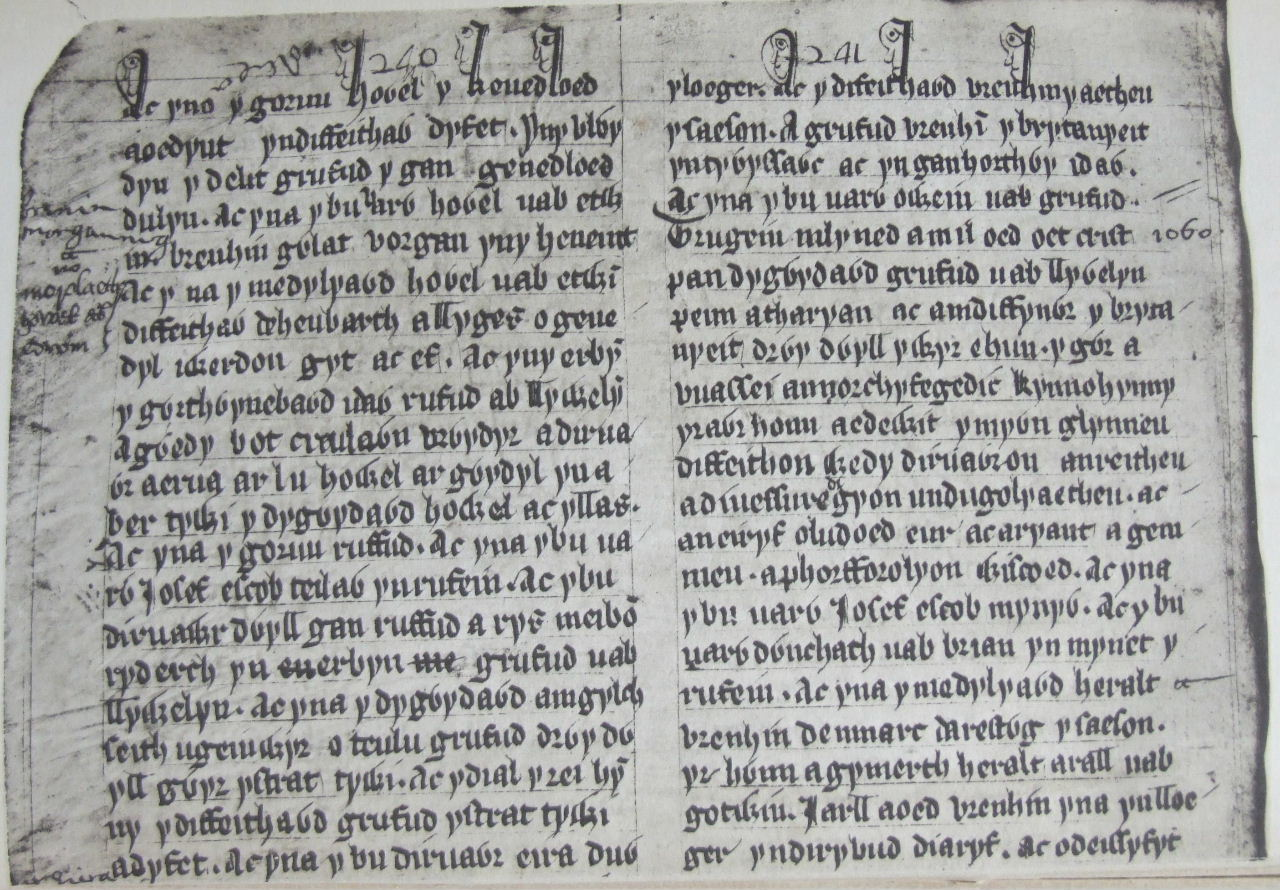
Pagine (folio 240-241) del Brut y Tywysogion, dal Llyfr Coch Hergest (ca. 1410)

Il Brut y Tywysogion (Cronaca dei principi) è una delle più importanti fonti primarie d'informazione per la storia del Galles.

## Storia
Si tratta di una cronaca di tipo annalistico, che costituisce una continuazione molto più attendibile della Historia Regum Britanniae di Goffredo di Monmouth. È sopravvissuta grazie a molte traduzioni gallesi dell'originale latino (Cronica Principium Wallie) andato perduto. Le più importanti versioni sono la più antica e completa contenuta nel Peniarth MS. 20, e quella un po' meno esauriente inclusa nel Libro rosso di Hergest. Una terza versione, nota come Brenhinedd y Saeson ("I Re degli Inglesi"), combina materiale dagli annali gallesi con quelli provenienti da una fonte inglese. 
La versione dal Peniarth MS. 20 inizia nel 682 riportando la morte di Cadwaladr Fendigaid ap Cadwallon (Cadwallader il Benedetto) re del Gwynedd, e termina nel 1332. Per i primi anni (come era anche nell'annalistica romana) le notizie consistono in brevi cenni, più che altro la menzione dei morti e di eventi come eclissi, epidemie e terremoti; mentre per gli anni seguenti diventano più dettagliate. L'interesse è soprattutto rivolto verso i regni del Gwynedd, del Powys e del Deheubarth. Ma sono menzionati anche eventi riguardanti la Chiesa, come ad es. la decisione di celebrare la Pasqua nella stessa data della Chiesa di Roma, avvenuta per la Chiesa del Galles nel 768 sotto la spinta di "Elbodius" (o "Elboddug" o "Elvodugus"; in gallese: ("Elfodd", o "Elfoddw") vescovo di Bangor. Sono anche brevemente riportati eventi accaduti in Inghilterra, Irlanda, Scozia e talvolta anche Francia.
Si ritiene che gli annali originali fossero stati scritti nell'abbazia gallese di Strata Florida, ma che possano essere stati custoditi nella vecchia abbazia di Llanbadarn Fawr nell'XI secolo. Per la composizione del testo vennero usati anche annali provenienti da altre abbazie. Si ritiene anche che almeno una delle traduzioni in gallese fosse scritta a Strata Florida.